# Filipe Vasconcelos
Felipe Vasconcelos Paim (* 23. Mai 1997), auch bekannt als Paim oder Filipe Vasconcelos bekannt, ist ein brasilianischer Fußballspieler.

## Karriere
Filipe Vasconcelos erlernte das Fußballspielen in der Jugend des Mogi Mirim EC im brasilianischen Mogi Mirim. Seinen ersten Vertrag unterschnrieb er 2017 beim Fluminense de Feira FC in Feira de Santana. Hier stand er bis Juni 2018 unter Vertrag. Im Juli 2018 ging er nach Europa, wo er in Georgien einen Vertrag beim Erstligisten FC Dila Gori unterschrieb. Drei Wochen nach Vertragsunterschrift wechselte er auf Leihbasis zum georgischen Zweitligisten FC Shevardeni 1906. Für den Verein aus der Hauptstadt Tiflis bestritt er elf Ligaspiele. Hierbei erzielte er fünf Treffer. Nach der Ausleihe kehrte er Ende 2018 zu Dila Gori zurück. Hier stand er bis Mitte März 2020 unter Vertrag. Nach 21 Ligaspielen wechselte er Mitte März 2020 zum Zweitligisten FC Merani Martvili. Bis Jahresende bestritt er sieben Zweitligaspiele. Von Januar 2021 bis Mitte Juni 2022 war er vertrags- und vereinslos. Mitte Juni 2022 nahm ihn der georgische Zweitligist FC Gareji unter Vertrag. Bis Ende 2023 stand er für den Verein aus Sagaredscho 39-mal in der zweiten Liga auf dem Spielfeld. Hierbei erzielte er zehn Tore. Im Januar 2024 ging er nach Malta. Hier nahm ihn der Zweitligist Tarxien Rainbows unter Vertrag. Nach drei Ligaspielen wechselte er im August 2024k nach Thailand, wo ihn in Samut Sakhon der Drittligist Samut Sakhon City FC unter Vertrag nahm. Mit dem Verein spielte er in der Western Region der Liga. Am Ende der Saison feierte er mit dem Klub die Meisterschaft der Region. In den Aufstiegsspielen zur zweiten Liga konnte man sich jedoch nicht durchsetzen. Nach einer Saison wechselte er im Juli 2025 in die zweite thailändische Liga. Hier unterschrieb er in Phrae einen Vertrag beim Phrae United FC.

## Erfolge
Samut Sakhon City FC
- Thai League 3 – West: 2024/25